# Hermann Hogeback
Hermann Hogeback (25 de agosto de 1914 - 15 de fevereiro de 2004) foi um piloto de bombardeiros alemão que serviu na Luftwaffe durante a Segunda Guerra Mundial. Foi condecorado com a Cruz de Cavaleiro da Cruz de Ferro com Folhas de Carvalho e Espadas. Voou em mais de 100 operações durante a Guerra Civil Espanhola e mais de 500 durante a Segunda Guerra Mundial.

## Condecorações
| Medalla de la Campaña                                                      | 4 de maio de 1939       |
| Medalha Militar da Espanha                                                 |                         |
| Cruz Espanhola em Ouro com Espadas                                         | 6 de junho de 1939      |
| Distintivo de Voo do Fronte da Luftwaffe em Ouro "500"                     |                         |
| Distintivo Combinado de Piloto-Observador                                  |                         |
| Ärmelstreifen "Afrika"                                                     |                         |
| Distintivo de Aviador (Itália)                                             |                         |
| Escudo da Crimeia                                                          |                         |
| Distintivo de Feridos (1939) em Preto                                      |                         |
| Cruz Germânica em Ouro                                                     | 24 September 1942       |
| Cruz de Ferro (1939) 2ª Classe                                             | 20 de maio de 1940      |
| Cruz de Ferro (1939) 1ª Classe                                             | 26 de setembro de 1940  |
| Cruz de Cavaleiro da Cruz de Ferro                                         | 8 de setembro de 1941   |
| Cruz de Cavaleiro da Cruz de Ferro com Folhas de Carvalho nº 192           | 19 de fevereiro de 1943 |
| Cruz de Cavaleiro da Cruz de Ferro com Folhas de Carvalho e Espadas nº 125 | 26 de janeiro de 1945   |